# Cristian Trombetta
Cristian Trombetta (n. Rancul, La Pampa, Argentina; 15 de octubre de 1986) es un futbolista argentino que se desempeña como lateral o defensa central por izquierda.

## Trayectoria
Se inició en Jorge Newbery de su pueblo Rancul y luego salió la posibilidad de probar suerte en Buenos Aires.
Comenzó su carrera como jugador en Nueva Chicago. Debutó en Primera División el 4 de agosto de 2006 en la derrota 2:0 ante Racing Club. El equipo queda relegado a jugar en la Primera B Nacional, la temporada siguiente luego de perder una final de playoffs de la temporada ante Tigre. El club comenzó la nueva temporada con una deducción de 18 puntos debido a la violencia después de su descenso y fue relegado por consiguiente, a la Primera B. Después de jugar una temporada más en Nueva Chicago se unió Leixões SC de Portugal.
Regresó a la Argentina en 2010 para jugar con Tigre en la temporada 2010/11 de la Primera División de Argentina. En julio de 2011 se incorpora a Arsenal Fútbol Club para disputar el torneo local y la Copa Sudamericana, consagrándose campeón del torneo Apertura 2012. Tras la consagración pasa a Jaguares de Chiapas pero es dado de baja del club a los dos meses debido al regreso de Leiton Jiménez. A mediados de 2013 ficha con Olimpo de Bahía Blanca nuevamente en la Primera División de Argentina y tras una temporada pasa a Tristán Suárez para jugar el torneo de Transición de la B Metropolitana, dos categorías más abajo. A comienzos de 2015 ficha para Olmedo de la Serie B de Ecuador.
En julio de 2015 ficha por el club Sportivo San Lorenzo de la Primera División de Paraguay.
En 2016 se une a Quilmes Athletic Club

## Clubes
| Club                    | País                | Año                 | PJ   | G   | Prom. |
| ----------------------- | ------------------- | ------------------- | ---- | --- | ----- |
| Nueva Chicago           | Argentina           | 2006 - 2009         | 59   | 2   | 0,03  |
| Leixões                 | Portugal            | 2009 - 2010         | 9    | 0   | 0,00  |
| Tigre                   | Argentina           | 2010 - 2011         | 18   | 0   | 0,00  |
| Arsenal                 | Argentina           | 2011 - 2012         | 24   | 3   | 0,12  |
| Jaguares de Chiapas     | México              | 2012 - 2013         | 3    | 0   | 0,00  |
| Olimpo                  | Argentina           | 2013 - 2014         | 5    | 0   | 0,00  |
| Tristán Suárez          | Argentina           | 2014                | 11   | 0   | 0,00  |
| Olmedo                  | Ecuador             | 2015                | 12   | 0   | 0,00  |
| San Lorenzo             | Paraguay            | 2015                | 17   | 8   | 0,47  |
| Sportivo Luqueño        | Paraguay            | 2016                | 13   | 1   | 0,07  |
| Quilmes                 | Argentina           | 2016 - 2017         | 8    | 0   | 0,00  |
| Independiente Rivadavia | Argentina           | 2017 - 2018         | 5    | 0   | 0,00  |
| Anconitana              | Italia              | 2018 - 2020         | ?    | ?   | ?     |
| San Lorenzo             | Paraguay            | 2020                | 3    | 0   | 0,00  |
| Ferro Carril Oeste (GP) | Argentina           | 2021                | 29   | 3   | 0,10  |
| Cañuelas                | Argentina           | 2022                | 13   | 0   | 0,00  |
| Argentino (M)           | Argentina           | 2022                | 21   | 4   | 0,19  |
| Total en su carrera     | Total en su carrera | Total en su carrera | +250 | +21 | ?     |

## Palmarés
| Título           | Club    | País      | Año    |
| ---------------- | ------- | --------- | ------ |
| Primera División | Arsenal | Argentina | C-2012 |